# ريدمبشن سونغ
«ريدمبشن سونغ» (بالإنجليزية:Redemption Song) (حرفيا: أغنية الخلاص)، هي أغنية عالمية وشهيرة لفنان موسيقى الريغي بوب مارلي. وتعتبر كآخر أغنية لآخر ألبوم بعنوان "Uprising" (انتفاضة) لمارلي، التي ختم بها مشواره الفني، بعدما ألمّ به مرض السرطان في ريعان شبابه. وقد صدر عن آيلاند ريكوردز في أكتوبر من عام 1980.
وتعتبر الأغنية واحدة من أعظم الأعمال الفنية لمارلي. وبعض كلماتها الرئيسية مستمدة ومستلهمة من خطاب ألقاه «ماركوس غارفي» أحد الزعماء الزنوج المدافعين عن قضية الزنوج الأفارقة في الأمريكيتين.

## موقع الأغنية فنّيا
في عام 2004، صَنَّفَتْ مجلة رولينغ ستون أغنية «ريدمبشن سونغ» (أغنية الخلاص)، محتلة المرتبة 67 من بين أعظم 500 أغنية أنجليزية عبر العصور، في عدد خاص تحت اسم أفضل 500 أغنية إنجليزية في كل العصور (تصنيف مجلة رولينغ ستون).
وفي عام 2010 تم إنجاز تقييم من طرف المجلة الأمريكية نيوستيتسمان، أدرجت من خلاله الأغنية على أنها واحدة من أفضل 20 أغنية ذات أبعاد سياسية عميقة عبر تاريخ الأغنية الإنجليزية.

### معنى الأغنية
الأغنية تحثُّ المستمعين إلى «تحرير النفس من العبودية العقلية»، لأن «لا أحد يمكنه تحرير عقولنا من التبعية والعبودية المعنوية إلا أنفسنا». وقد استلهم أو اقتبس جوهر هذه العبارات من خطاب ألقاه «ماركوس غارفي» في «نوفا سكوتيا» في أكتوبر 1937، والتي نُشرت في مجلته «الرجل الأسود».

## الخلفيات والمضمون

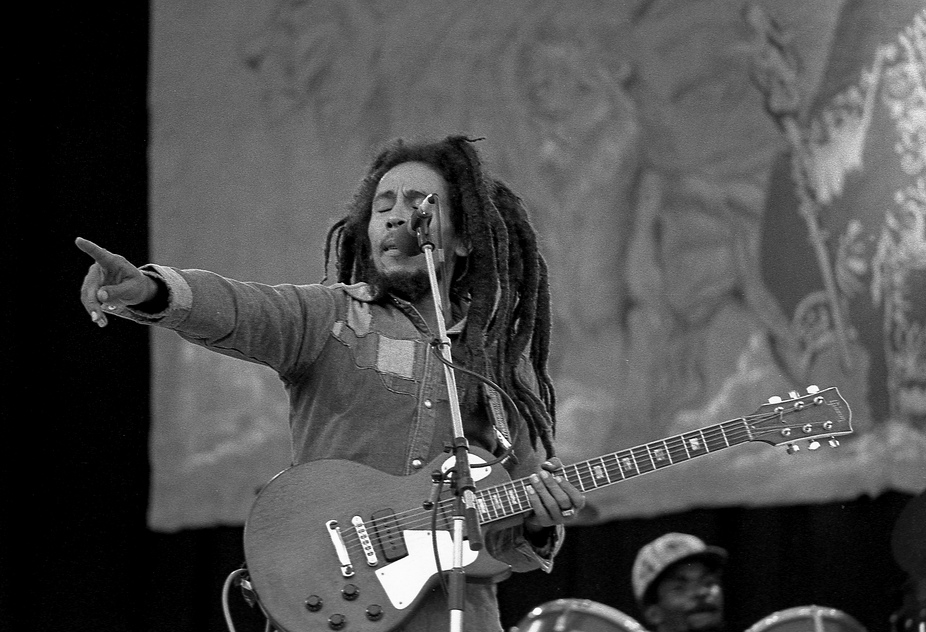
بوب مارلي في حفل ب"داليمونت بارك" دبلن إيرلندا.

في الوقت الذي كتب مارلي كلمات الأغنية في غضون سنة 1979، وهو الوقت الذي تم تشخيص مرض السرطان بين ثنايا جسمه النحيف، بعد إصابته بجرح عندما كان يلعب كرة القدم في إصبع قدمه اليمنى قبل ثلاث سنوات من وفاته، وهو الأمر الذي كان يعني في ذلك الوقت الموت والنهاية. ووفقاً لتصريح زوجته ريتا مارلي: "كان بالفعل يعاني في صمت من آلام المرض والتعامل مع قضية زحف الموت في حياته الخاصة، تلك الآلام التي تجلت بشكل واضح في ألبومه الأخير، وخصوصاً في هذه الأغنية ««ريدمبشن سونغ»(أغنية الخلاص)».
وبعد ستة أشهر من صدور ألبومه الأخير، سيزحف المرض إلى كامل جسمه النحيف ليسلّم الروح في 11 مايو 1981 عن سن 36 سنة.
يظهر بوب مارلي في ألبومه الأخير بشكل مختلف عما عهده الجمهور سابقاً بين أنغام وأسلوب الريغي، مرافقاً نفسه معيّة قيثارته، مركزاً على كلمات الأغنية وطبقاته الصوتية، دون أي حضور لافت لإيقاعات الريغي المعروفة بحيويتها، وتلاحم وحلول بين ايقاعات الموسيقى وحركات الجسم التعبيرية. وكل ما يمكن أن يقال عن هذه الأغنية الأخيرة في مشواره الفني أنها أكثر سكوناً إلى الذات.
ستيفن ديفيس- Stephen Davis" music journalist" الكاتب الصحفي والمؤرخ المهتم بشؤون «الفن الخامس» الموسيقى، تحدث عن خلفيات ومؤثرات آخر أغنية لطائر الريغي، كما أشار «جيمس هينكه» في الصفحة 54 في كتابه عن سيرة بوب مارلي إلى أن الأغنية هي تعبير عن مكنون شخصي يتجلى في رحيل نهائي.
من عجيب الصدف أن بتحدث بوب مارلي في أغنيته الشهيرة «نو وومان، نو كراي (لا يا امرأة، لا تبكي)» في أوج ازدهاره الفني، عن رحيل من نوع آخر، من أوضاع مجمع الغيتو، مخاطباً تجمعات الغيتو في ترنش تاون، وهو اسم الغيتو في كينغستون عاصمة جامايكا، باسم امرأة يناديها في مقاطع الأغنية، وهي في الحقيقة لم تكن إلا زوجته ريتا مارلي، مكرراً عبارة «أن رحيله سيكون على خطوات قدميه»، إلى ان تنتهي رحلته الموسيقية بأغنية «Redemption Song «ريدمبشن سونغ»» يعبر فيها عن مكنوناته في انتظار الرحيل النهائي تحت عنوان «أغنية الخلاص».

## الكلمات الأصلية مع الترجمة المعنوية
القراصنة القدامى، نعم، سرقوني
Old pirates, yes, they rob I
وباعوني لسفن التجار
Sold I to the merchant ships
دقائق بعدما أخرجوني
Minutes after they took I
من الحفرة التي بلا قرار.
From the bottomless pit
لكن يدي خلقت قوية
But my hand was made strong
بقوة يد الجبّار.
By the 'and of the Almighty.
وها نحن نتقدم في هذا الجيل
We forward in this generation
على طريق الانتصار.
Triumphantly
ألن تساعد بإنشاد
Won't you help to sing
أغاني الحرية هذه؟!
This songs of freedom
لأن كل ما لدي:
Cause all I ever have
هو أغاني الخلاص
Redemption songs
أغاني الخلاص.
Redemption songs
حرروا أنفسكم من العبودية الفكرية
Emancipate yourselves from mental slavery
لأن لا أحداً غيرنا لن يتمكن من تحرير عقولنا.
None but ourselves can free our minds
لاخوف لديهم من الطاقة الذرية
Have no fear for atomic energy
لأن لا أحدا منهم يقوى على إيقاف عجلة الزمن.
Cause none of them can stop the time
إلى متى سيستمرون بقتل أنبيائنا
How long shall they kill our prophets
ونحن نقف جانباً هكذا متفرجين؟!
While we stand aside and look? Ooh
آه، البعض يقول أن هذا مجرد جزء من الأمر
Some say it's just a part of it
لأن علينا أن نحقق ما جاء في الكتاب.
We've got to fulfil the book
ألن تساعد بإنشاد
Won't you help to sing
أغاني الحرية هذه؟!
This songs of freedom
لأن كل ما لدي
'Cause all I ever have
هو أغاني الخلاص،
Redemption songs
أغاني الخلاص...
...Redemption songs